# Liste der Naturdenkmale in Kliding
Die Liste der Naturdenkmale in Kliding nennt die im Gemeindegebiet von Kliding ausgewiesenen Naturdenkmale (Stand 25. März 2024).

## Naturdenkmale
| Nr.         | Bezeichnung | Lage                                            | Beschreibung                                                                             | Bild                                    |
| ----------- | ----------- | ----------------------------------------------- | ---------------------------------------------------------------------------------------- | --------------------------------------- |
| ND-7135-396 | Schießlay   | südwestlich des Ortes; Abteilung Schießlay Lage | Felsriegel im oberen Erdenbachtal mit Wasserfall; flächenhaftes Naturdenkmal, ca. 4,5 ha | Direkt Bild zu diesem Denkmal hochladen |
| ND-7135-397 | Eiche       | südwestlich des Ortes; Abteilung Maiwald Lage   | Quercus robur                                                                            | Direkt Bild zu diesem Denkmal hochladen |